# 1924年夏季奧林匹克運動會中華民國代表團
1924年，中華民國参加巴黎夏季奧林匹克運動会，這是中國首度参与奧運會。遠東運動會中國競賽委員會委派3名或4名網球選手报名參加该屆奧運會網球表演賽，韦荣洛担任中国网球队队长，中华民国代表团一行3人或4人还出席了奥运开幕式，但随后退出了网球正赛。這是中國运动员首次出現在奧運会場上。

## 參與項目

### 网球
出版于1947年的《网球年报》指出，三位选手分别为：
- 韦荣洛
- 江道章
- 黄景康

出版于1934年的《勤奋体育月刊》指出，三位选手分别为：
- 韦荣洛
- 吴仕光
- 徐恒三

刊登于1924年的官方報告上，有四位选手分别为：
- 64号 邱飛海 （H.-H. Khoo）
- 39号 吳仕章 （W.-U. Sze-Cheung）
- 50号 吳仕光 （N.-G. Szekwong）
- 19号 韋榮洛 （L. Wei）

國際網球總會的紀錄顯示1924年有如下四位選手：
- 邱飛海 （Khoo, Hooi-Hye）
- 吳仕光 （Ng, Sze-Kwang）
- 韋榮洛 （Wing, Lock-Wei）
- 吳仕章 （Wu, Sze-Cheung）

他們参加了开幕式，并且注册参加男子单人和男子双人的网球表演赛，按照比赛弃权（forfait général）记录，他們皆在开幕式后退出了正式比赛。